# Ogni maledetto giorno
Ogni maledetto giorno è il secondo album in studio del rapper italiano Mostro, pubblicato il 1º settembre 2017 dalla Honiro Label.

## Tracce
1. Poison – 1:52
2. Strike – 3:38
3. Amore sporco (feat. Shiva) – 3:18
4. Sai che cazzo me ne frega – 3:15
5. Attraversa la città – 3:12
6. Freddi (feat. Jamil) – 3:51
7. Niente di me – 3:18
8. E fumo ancora – 3:53
9. Ogni maledetto giorno – 4:43
10. Chris Benoit – 2:47
11. Pioggia di vetro (feat. Sercho) – 4:12
12. Sabato sera – 4:20

Tracce bonus nell'edizione deluxe
1. Chi mi sfida – 1:11
2. Heavy Metal – 1:24
3. Amore per favore resta – 1:55
4. E fumo ancora (Acoustic Version) – 3:10

Tracce bonus nella Inferno Edition
1. Madafucka – 3:01
2. Sergio Tacchini – 3:28
3. Malavita (feat. Oni One) – 3:41
4. E fumo ancora (feat. Ultimo) – 3:53

## Classifiche
| Classifica (2017) | Posizione massima |
| ----------------- | ----------------- |
| Italia            | 1                 |